# Attentive Verarbeitung
Attentive Verarbeitung ist ein Begriff aus der Psychologie. Er bezeichnet die bewusste und gezielte Verarbeitung von Bildern nach bestimmten Kriterien. Die einzelnen Informationen des Bildes werden dabei analysiert und interpretiert. Im Gegensatz dazu wird bei der präattentiven Verarbeitung ein Bild intuitiv als Ganzes verarbeitet, ohne dass besondere Aufmerksamkeit benötigt wird.